# نيلسون القابضة
نيلسون القابضة (بالإنجليزية: Nielsen Holdings PLC)هي شركة أمريكية للمعلومات والبيانات وقياس السوق. تعمل نيلسون في أكثر من 100 دولة وتوظف ما يقرب من 44000 شخص حول العالم.
الشركة مدرجة في بورصة نيويورك (NYSE) وهي حاليًا أحد مكونات إس وبي 500.